# Anders Lundström (trädgårdsman)

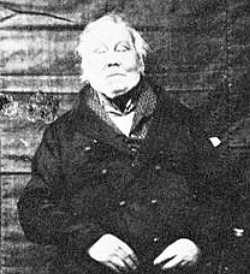
Anders Lundström.

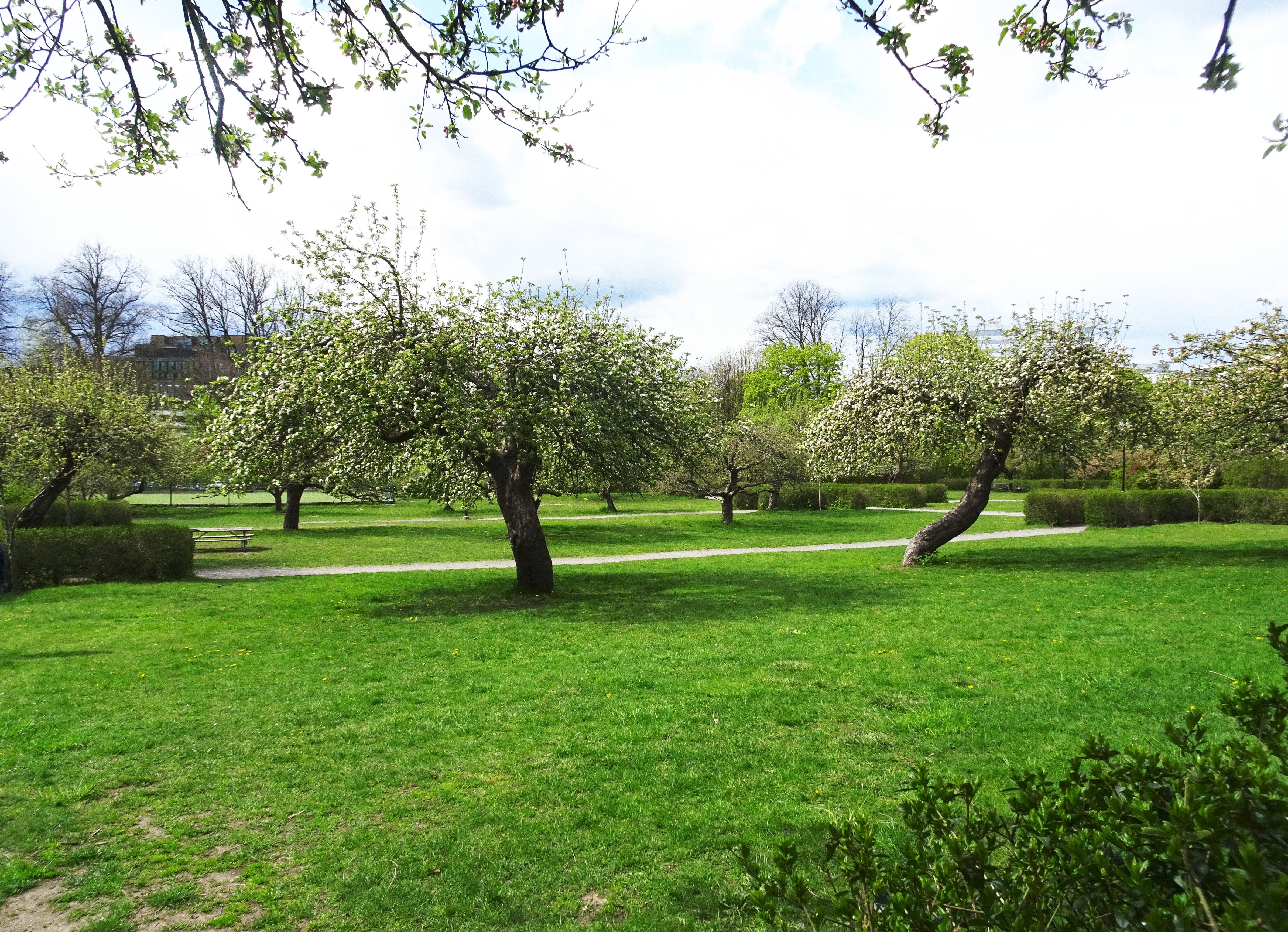
Parken "Anders Lundströms fruktträdgård" vid Lilla Frösunda, maj 2020.

Anders Persson Lundström, född 18 februari 1781 i Risinge socken, Östergötlands län, död 23 januari 1865 på sin egendom Lilla Frösunda i dagens Solna kommun, Stockholms län, var en svensk trädgårdsman.

## Biografi
Från drängtjänst arbetade han sig upp, så att han 1822 kunde överta arrendet av Bergianska trädgården i Stockholm och blev sin tids främste svenska trädgårdsman. Under de 38 år han på ett högst framstående sätt skötte nämnda trädgård utvidgade han dess trädskolor och byggde på egen bekostnad bland annat växthus. 
Han visade stort intresse för fröodling och han odlade själv vid Bergianska trädgården under vissa är så många frön till köksväxter, att införseln utifrån väsentligt minskades och fröpriserna i landet inte obetydligt nedsattes. Han studerade även de svenska fruktsorterna och kan sägas ha varit den förste, som på detta område åstadkom ett arbete av bestående värde. Han utgav bland annat en lärobok, Handbok i trädgårdsskötseln (1831; fjärde upplagan 1852), samt en Handbok i landthushållningen (1842). Han blev 1834 ledamot av Lantbruksakademien och 1839 av Vetenskapsakademien samt fick titeln ekonomidirektör.

## Gatu- och parknamn
I stadsdelen Frösunda i Solna har en gata uppkallats efter Anders Lundström, Anders Lundströms gata, med anledning av att han innehade fastigheten Lilla Frösunda. Norr om Lilla Frösundas gårdsbebyggelse har Solna stad låtit restaurera en del av Lundströms fruktodlingar som kallas Anders Lundströms fruktträdgård.